# Maysel
Maysel település Franciaországban, Oise megyében. Lakosainak száma 214 fő (2022. január 1.). Maysel Mello, Blaincourt-lès-Précy, Cires-lès-Mello, Cramoisy, Saint-Leu-d’Esserent és Saint-Vaast-lès-Mello községekkel határos.

## Népesség
A település népességének változása:
| Lakosok száma | 240  | 249  | 252  | 249  | 239  | 230  | 220  | 216  | 214  |
|               | 2013 | 2015 | 2016 | 2017 | 2018 | 2019 | 2020 | 2021 | 2022 |